# Rouen
Rouen (AFI: /ʀuɑ̃/ sau /ʀwɑ̃/) este un oraș în Franța, reședința departamentului Seine-Maritime și a regiunii Normandia. Orașul are o populație de 114 187 locuitori și o suprafață de 21,38 km², iar aglomerarea urbană are 498 822 de locuitori.

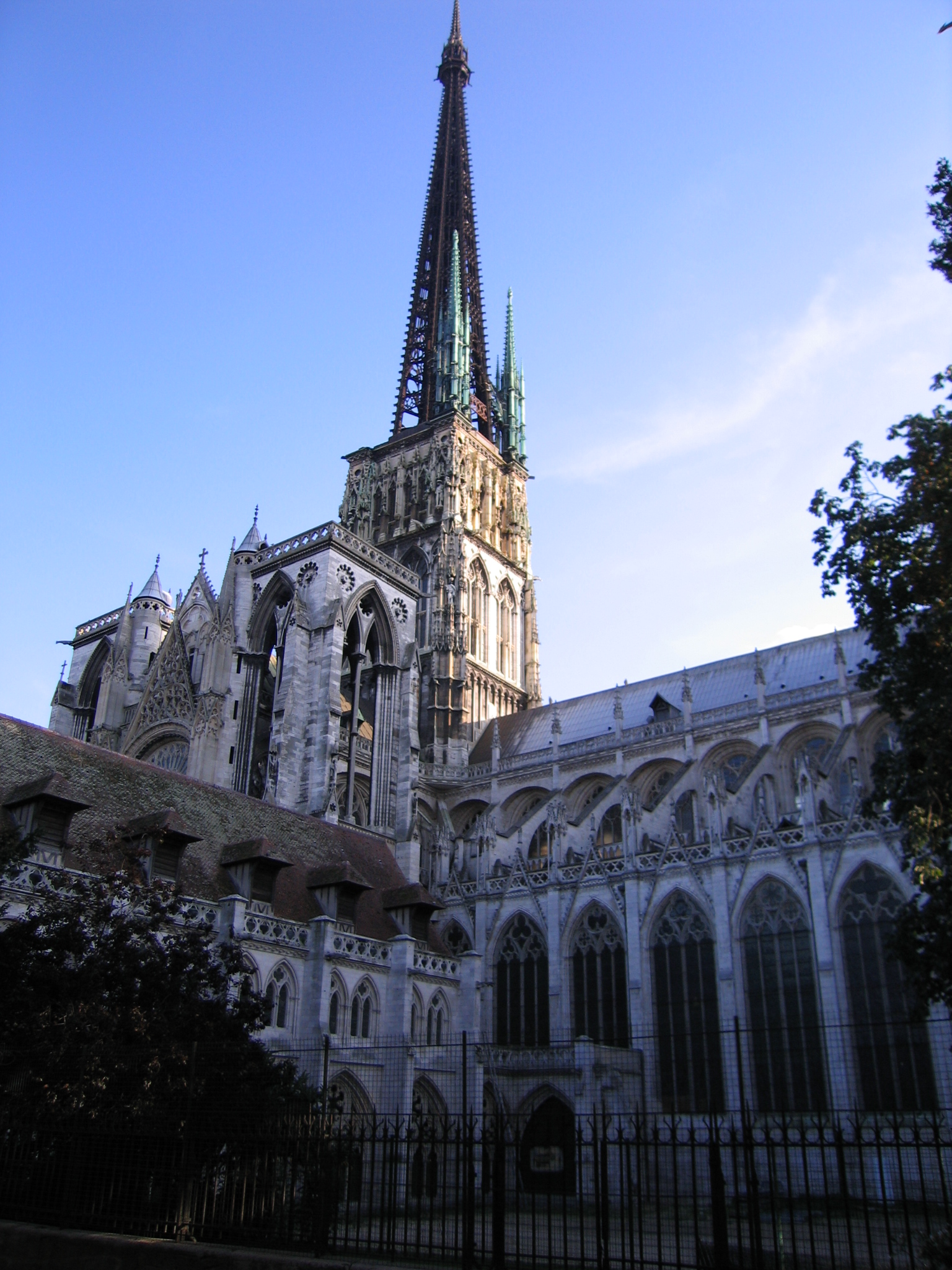
Catedrala din Rouen

## Muzee
- Musée des beaux arts de Rouen, muzeul de arte al orașului
- Musée maritime fluvial et portuaire, muzeul de istoria portului și a navigației

## Educație
- NEOMA Business School

## Orașe înfrățite
- Salerno - Italia (2003)

## Personalități
- Eduard al IV-lea al Angliei (1442 - 1483), rege al Angliei;
- Carol I, cardinal de Bourbon⁠(d) (1523 - 1590), fratele lui Henric al IV-lea al Franței;
- Isaac Oliver (c. 1565 – 1617), pictor englez;
- Pierre Corneille (1606 – 1684), cel mai mare dramaturg francez;
- Thomas Corneille (1625 – 1709), lexicograf, dramaturg;
- Marie Champmeslé (1642 – 1698), actriță;
- René-Robert Cavelier de La Salle (1643 – 1687), explorator;
- Adrien Auzout (1622 – 1691), astronom;
- Théodore Géricault (1791 - 1824), pictor;
- Gustave Flaubert (1821 - 1880), scriitor;
- Maurice Leblanc (1864 - 1941), scriitor;
- Charles Nicolle (1866 - 1936), bacteriolog, Premiul Nobel pentru Medicină;
- Armand Salacrou (1899 – 1989), dramaturg;
- François Hollande (n. 1954), președinte al Franței, ales în 2012;
- Édouard Philippe (n. 19700, politician, fost premier;
- David Trezeguet (n. 1977), fotbalist;
- Thomas Pesquet (n. 1978), astronaut;
- Aurélien Tchouaméni (n. 2000), fotbalist.